# Go Mi-young
Go Mi-young (en coreano: 고미영; Hanja: 高美英) (Buan, 3 de marzo de 1967 - Nanga Parbat, Pakistán; 12 de julio de 2009) fue una alpinista surcoreana.
Junto con el alpinista coreano Jae-Soo Kim, se convirtió en una de las primeras alpinistas en hacer cumbre en tres picos de 8 000 m en una misma temporada, al escalar el Makalu, el Kangchenjunga y el Dhaulagiri en seis semanas. En 2007, hizo cumbre en el Everest. El 11 de julio de 2009, tras alcanzar la cima del Nanga Parbat, se cayó por un precipicio en el descenso, cuando hacía mal tiempo, y fue hallada muerta. En el momento de su muerte, intentaba convertirse en la primera mujer en escalar los 14 picos más altos del mundo (los ochomiles), compitiendo con la alpinista coreana Oh Eun-sun y la alpinista española Edurne Pasaban, que más tarde lograron este objetivo.